# ألفوس هايت
ألفوس هايت (بالإنجليزية: Alpheus Hyatt) هو عالم حيوانات أمريكي، ولد في 5 أبريل 1838 في واشنطن العاصمة في الولايات المتحدة، وتوفي في 15 يناير 1902 في كامبريدج في الولايات المتحدة.

## وصلات خارجية
- ألفوس هايت على موقع الموسوعة البريطانية (الإنجليزية)